# Joseph Grimaldi

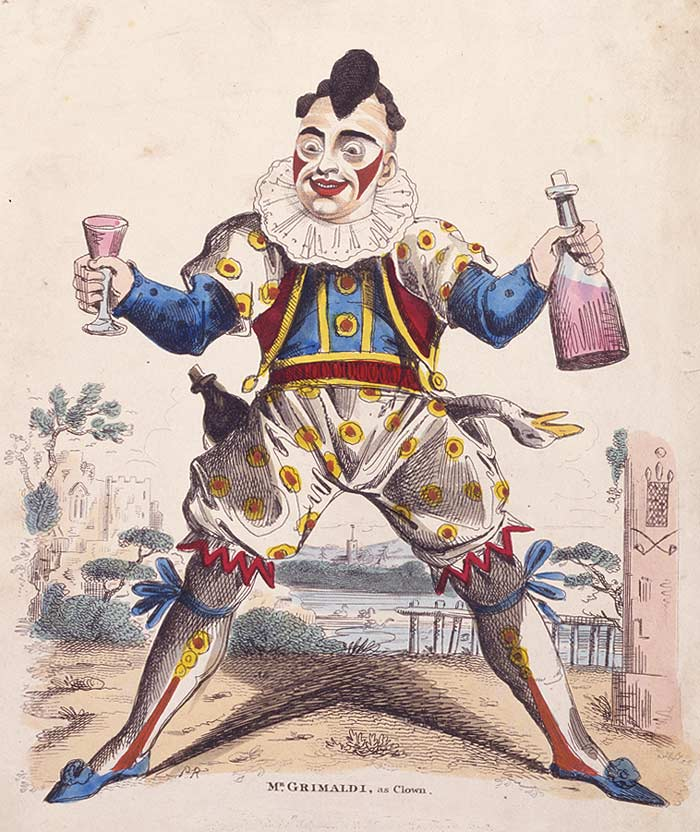
Joseph Grimaldi

Joseph Grimaldi (Londen, 18 december 1778 – Islington, 31 mei 1837) was een Engelse clown. Waarschijnlijk was hij de eerste clown die zijn gezicht wit schminkte. In ieder geval wordt hij gezien als de bedenker van de moderne clown die het centrale karakter in een slapstick verhaal speelt.
Grimaldi trad al op als kleuter van drie, vaak als harlekijn. Na verloop van tijd ontwikkelde hij vanuit het harlekijnspel zijn meest beroemde act, een pantomimespel waarbij hij het karakter Joey (de clown) uitbeeldde: Een domme, lompe man die in een slapstickverhaal terechtkomt. Een anekdote uit die tijd gaat over een man die een arts bezoekt om van zijn depressie af geholpen te worden. De dokter geeft hem vervolgens het advies om naar een optreden van Joseph Grimaldi te gaan waarop de man huilend roept: Maar ik bén Joseph Grimaldi.
Grimaldi trad nooit op in het circus zoals later voor clowns gebruikelijk zou worden. Wel was hij te zien in de Londense theaters Sadler's Wells Theatre, Drury Lane en het Royal Opera House. Charles Dickens schreef het levensverhaal van Grimaldi. Hij gaf dit tweedelige werk uit in 1838.
Grimaldi wordt elk jaar op de eerste zondag van februari herdacht in de Trinity Church in het Londense Dalston. Tijdens de dienst komen clowns uit het hele land bij elkaar. Ieder jaar op zijn sterfdag in mei bezoeken geschminkte clowns en augusten zijn graf. Zij zitten daar dan in volmaakte stilte omheen en gaan daarna ieder huns weegs.

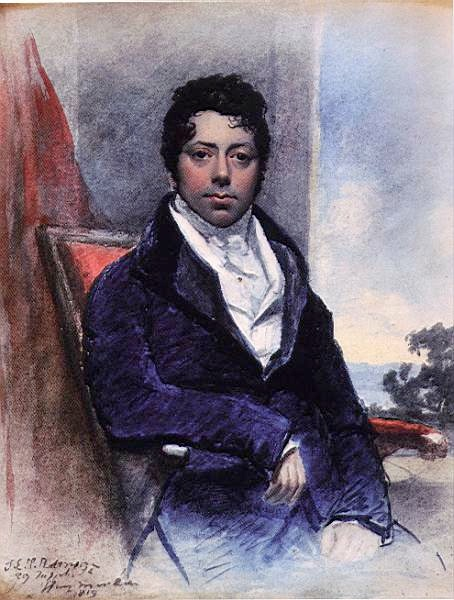
Grimaldi in 1819
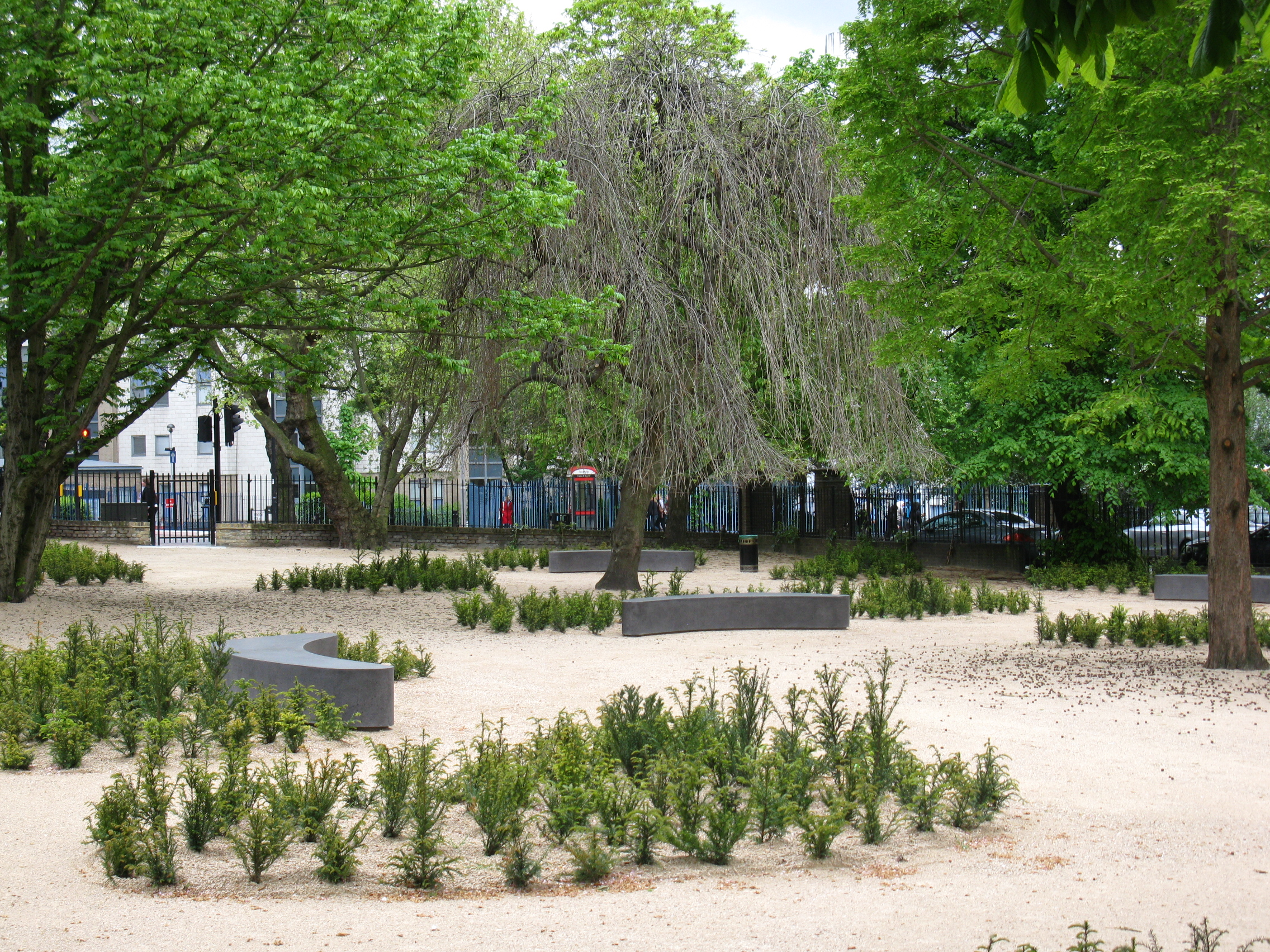
Joseph Grimaldi Park in Islington, Londen
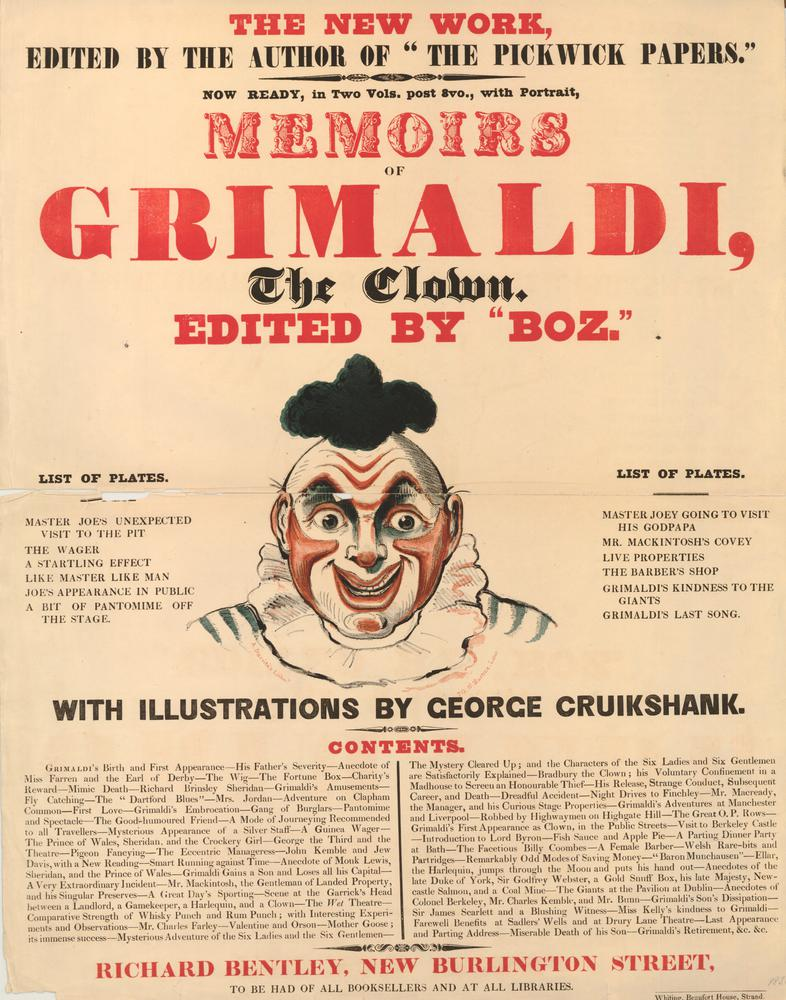